# Be Aware of Scorpions
Be Aware of Scorpions es el séptimo álbum de estudio de la banda inglesa de hard rock y heavy metal Michael Schenker Group, publicado en 2001 por SPV Records para Europa y por Shrapnel Records para los Estados Unidos. Esta vez el vocalista es Chris Logan, después de la salida de Kelly Kelling meses antes. El título del álbum sorprendió a la prensa por la referencia a Scorpions, exbanda de Michael y liderada por su hermano Rudolf Schenker.

## Lista de canciones
| N.º | Título                     | Escritor(es)            | Duración |  |
| 1.  | «No Turning Back»          | Schenker, Logan         | 4:36     |  |
| 2.  | «My Time's Up»             | Schenker, Logan         | 3:37     |  |
| 3.  | «Fallen The Love»          | Schenker, Logan, Patlan | 4:28     |  |
| 4.  | «Because I Can»            | Logan                   | 3:01     |  |
| 5.  | «How Will You Get Back»    | Schenker, Logan         | 4:54     |  |
| 6.  | «Blinded By Technology»    | Schenker, Logan         | 5:08     |  |
| 7.  | «Ace of Ice»               | Schenker, Logan         | 3:55     |  |
| 8.  | «Standin' On The Road»     | Schenker, Logan         | 5:18     |  |
| 9.  | «Sea of Memory»            | Schenker, Logan         | 4:57     |  |
| 10. | «On your Way»              | Schenker, Logan         | 3:39     |  |
| 11. | «Reflection of your Heart» | Schenker, Logan         | 4:51     |  |
| 12. | «Roll it Over»             | Schenker, Logan         | 3:19     |  |
| 13. | «Eyes of a Child»          | Schenker, Logan         | 3:51     |  |

## Posicionamiento en listas musicales
| País  | Lista (2001)       | Posición |
| ----- | ------------------ | -------- |
| Japón | Japan Albums Chart | 60       |

## Personal
- Michael Schenker: guitarra líder
- Chris Logan: voz
- Revenard Jones: bajo
- Jeff Martin: batería y voz en «Roll it Over»
- Ralph Patlan: coros y bajo en las pistas «Ace Of Ice» y «My Time's Up»